# Jung In-hwan
Jung In-hwan, né le 15 décembre 1986, est un footballeur sud-coréen. Il joue au poste de défenseur actuellement pour Chonbuk Hyundai Motors. Il mesure 1,87 m.

## Carrière

### En club
- 2006-2007 : Chonbuk Hyundai Motors -  Corée du Sud
- 2008 : Chunnam Dragons -  Corée du Sud

### En équipe nationale
Il a joué avec l'équipe de Corée du Sud au championnat du monde des moins de 23 ans en 2005.